# The Hot Zone (série de televisão)
The Hot Zone é uma série de televisão dramática antológica americana, baseada no livro de não-ficção de 1994 com o mesmo nome de Richard Preston e exibida no National Geographic.
A primeira temporada, composta por seis episódios, foi ao ar de 27 a 29 de maio de 2019 e foi concebida como uma minissérie. Amplamente ambientada em 1989, segue a cientista do Exército dos EUA Nancy Jaax, que é confrontada com a possibilidade de um surto potencialmente mortal de Ebola. Jaax, uma patologista veterinária, identifica o vírus ebola pela primeira vez depois que ele aparece em macacos em uma instalação de quarentena de primatas nos subúrbios de Washington, D.C. A temporada recebeu críticas positivas e foi renovada para uma segunda temporada.
A segunda temporada, intitulada The Hot Zone: Anthrax, concentra-se nos ataques com antraz de 2001, apenas algumas semanas após o 11 de setembro. A temporada, também composta por seis episódios, foi ao ar de 28 de novembro a 30 de novembro de 2021.

## Elenco e personagens

### 1ª temporada

#### Principal
- Julianna Margulies como Cel. Nancy Jaax, patologista veterinária do Exército
- Noah Emmerich como Cel. Jerry Jaax, um cirurgião veterinário do Exército
- Liam Cunningham como Wade Carter
- Topher Grace como Dr. Peter Jahrling, um virologista
- James D'Arcy como Travis Rhodes

#### Recorrente
- Paul James como Ben Gellis
- Nick Searcy como Frank Mays
- Robert Wisdom como Cel. Vernon Tucker
- Robert Sean Leonard como Walter Humboldt
- Grace Gummer como Melinda Rhodes
- Lenny Platt como Cap. Kyle Ormond[4]

### 2ª temporada

#### Principal
- Tony Goldwyn como Bruce Edwards Ivins, um microbiologista cuja assistência com o FBI chama a atenção para ele como suspeito nos ataques com antraz de 2001.[2]
- Daniel Dae Kim como Matthew Ryker, um agente do FBI especializado em microbiologia, que teme que outros tipos de ataques sigam os de 11 de setembro.[2]

#### Recorrente
- Harry Hamlin como Tom Brokaw[5]
- Dylan Baker como Ed Copak, um agente sênior do FBI[5]
- Ian Colletti como Chris Moore, um novo agente do FBI[6]
- Dawn Olivieri como Dani Toretti, um comportamentalista do FBI[6]
- Denyce Lawton como Sheila Willis, uma lobista farmacêutica e namorada de Ryker[6]
- Morgan Kelly como Eric Sykes, um agente do FBI[7]

## Episódios

### Resumo da série
| Temporada | Temporada | Título  | Episódios | Episódios | Originalmente exibido  | Originalmente exibido  |
| Temporada | Temporada | Título  | Episódios | Episódios | Estreia da temporada   | Final da temporada     |
| --------- | --------- | ------- | --------- | --------- | ---------------------- | ---------------------- |
|           | 1         | -       | 6         | 6         | 27 de maio de 2019     | 29 de maio de 2019     |
|           | 2         | Anthrax | 6         | 6         | 28 de novembro de 2021 | 30 de novembro de 2021 |

### 1ª temporada (2019)
| N.º na série | N.º na temp. | Título            | Dirigido por      | Escrito por                                                                                             | Exibição original  | Cód. de produção | Audiência nos EUA (milhões) |
| --- | ------------ | ----------------- | ----------------- | --- | ------------------ | ---------------- | --------------------------- |
| 1 | 1            | "Arrival"         | Michael Uppendahl | História por : James V. Hart Roteiro por : James V. Hart & Jeff Vintar & Kelly Souders & Brian Peterson | 27 de maio de 2019 | 1WBC01           | 1.38                        |
| Após um acidente de laboratório, a Dra. Nancy Jaax, que tem um dos trabalhos mais perigosos do mundo, lidando com vírus mortais, enfrenta um possível surto de Ebola em solo americano. |              |                   |                   | |                    |                  |                             |
| 2 | 2            | "Cell H"          | Michael Uppendahl | História por : James V. Hart Roteiro por : Brian Peterson & Jeff Vintar & James V. Hart                 | 27 de maio de 2019 | 1WBC02           | 1.26                        |
| Para determinar a fonte do vírus antes que ele se espalhe, a Dra. Nancy Jaax e seu parceiro de laboratório, o Dr. Peter Jahrling, devem resolver o problema por conta própria. Amostras de macacos infectados são entregues a Dra. Jaax de um funcionário que ela convenceu a obter.        |              |                   |                   | |                    |                  |                             |
| 3 | 3            | "Charlie Foxtrot" | Nick Murphy       | História por : James V. Hart Roteiro por : James V. Hart & Kelly Souders                                | 28 de maio de 2019 | 1WBC03           | 1.10                        |
| Quando representantes de várias agências discordam sobre como lidar com a descoberta da Dra. Nancy Jaax, um funcionário do centro de pesquisa de macacos adoece. Ela percebe que existem poucos protocolos para conter um vírus mortal em solo americano.                                   |              |                   |                   | |                    |                  |                             |
| 4 | 4            | "Expendable"      | Nick Murphy       | Brian Peterson & James V. Hart                                                                          | 28 de maio de 2019 | 1WBC04           | 1.00                        |
| Dr. Wade Carter está obcecado em expor os perigos do Ebola. Jerry Jaax procura uma maneira de proteger sua esposa, pois ela teme que o vírus se espalhe para a população humana quando um funcionário do centro de pesquisa adoece.                                                         |              |                   |                   | |                    |                  |                             |
| 5 | 5            | "Quarantine"      | Nick Murphy       | História por : James V. Hart Roteiro por : Kelly Souders & Brian Peterson & James V. Hart               | 29 de maio de 2019 | 1WBC05           | 1.01                        |
| A Dra. Jaax é forçada a fazer uma escolha entre sua família e seu dever para com seu país enquanto trabalha incansavelmente para descobrir por que o vírus está se comportando de maneira diferente do esperado em vítimas humanas. Nas instalações de pesquisa surgem perigos imprevistos. |              |                   |                   | |                    |                  |                             |
| 6 | 6            | "Hidden"          | Michael Uppendahl | História por : Kelly Souders & Jeff Vintar & James V. Hart Roteiro por : Kelly Souders & Jeff Vintar    | 29 de maio de 2019 | 1WBC06           | 0.94                        |
| No centro de pesquisa, uma situação volátil vem à tona. A exaustão ameaça a precisão necessária para esterilizar a ameaça à medida que a Dra. Jaax avança. Os vizinhos ficam cientes do perigo ao lado quando a imprensa chega.                                                             |              |                   |                   | |                    |                  |                             |

### 2ª temporada: Anthrax
| N.º na série                                                                                          | N.º na temp. | Título                      | Dirigido por    | Escrito por                    | Exibição original      | Cód. de produção | Audiência nos EUA (milhões) |
| --- | ------------ | --------------------------- | --------------- | ------------------------------ | ---------------------- | ---------------- | --------------------------- |
| 7 | 1            | "Noble Eagle"               | Daniel Percival | Kelly Souders & Brian Peterson | 28 de novembro de 2021 | 2WBG01           | 0.28                        |
| Após um ataque com antraz em solo americano, o agente especial Matthew Ryker inicia sua investigação. |              |                             |                 |                                |                        |                  |                             |
| 8 | 2            | "Hell's Chimney"            | John Fawcett    | Mac Marshall                   | 28 de novembro de 2021 | 2WBG02           | 0.23                        |
| A investigação se muda para Nova York quando um novo caso de antraz aparece em 30 Rock.               |              |                             |                 |                                |                        |                  |                             |
| 9 | 3            | "Neither Rain Nor Sleet..." | John Fawcett    | Cathryn Humphris               | 29 de novembro de 2021 | 2WBG03           | 0.41                        |
| Um ataque ao Capitólio causa pânico em DC. As autoridades lutam para responder adequadamente.         |              |                             |                 |                                |                        |                  |                             |
| 10 | 4            | "Dream Boldly, Live Fully"  | Courtney Hunt   | Jeff Vintar                    | 29 de novembro de 2021 | 2WBG04           | 0.35                        |
| Ryker e equipe rastreiam como a carta foi enviada, enquanto outro lado de Bruce vem à tona.           |              |                             |                 |                                |                        |                  |                             |
| 11 | 5            | "Stentor Roeselii"          | Courtney Hunt   | Mac Marshall & Jeff Vintar     | 30 de novembro de 2021 | 2WBG05           | 0.30                        |
| A teoria do lobo solitário de Dani ganha força, e o FBI surpreende Ryker com um anúncio.              |              |                             |                 |                                |                        |                  |                             |
| 12 | 6            | "RMR–1029"                  | Daniel Percival | Kelly Souders & Brian Peterson | 30 de novembro de 2021 | 2WBG06           | 0.30                        |
| Bruce fica cada vez mais desequilibrado quando o FBI o cerca como suspeito.                           |              |                             |                 |                                |                        |                  |                             |

## Produção

### Desenvolvimento
Em 18 de abril de 2018, foi anunciado que o National Geographic havia encomendado uma série para a produção. Os produtores executivos foram definidos para incluir Lynda Obst, Kelly Souders, Brian Peterson, Jeff Vintar e Ridley Scott. As empresas de produção envolvidas com a série foram programadas para consistir em Fox 21 Television Studios, Scott Free Productions e Lynda Obst Productions. Em 9 de agosto de 2018, foi anunciado que Kelly Souders e Brian Wayne Peterson se juntariam à série como showrunners, produtores executivos e escritores. Em 8 de fevereiro de 2019, foi anunciado que a série estrearia em 27 de maio de 2019. Em novembro de 2020, a National Geographic renovou a série para uma segunda temporada.

### Seleção de elenco
Em 25 de julho de 2018, foi anunciado durante a turnê anual de imprensa de verão da Television Critics Association que Julianna Margulies havia sido escalada para o papel principal da primeira temporada. Em 13 de setembro de 2018, foi relatado que Noah Emmerich, Liam Cunningham, Topher Grace, Paul James, Nick Searcy, Robert Wisdom e Robert Sean Leonard se juntaram ao elenco em papéis principais e que James D'Arcy faria uma aparição como convidado. Em 6 de dezembro de 2018, foi anunciado que Grace Gummer apareceria em uma capacidade recorrente.

### Filmagens
A fotografia principal da primeira temporada ocorreu de 13 de setembro de 2018 a 16 de novembro de 2018, em Toronto, e também deveria ser filmada na África do Sul. A fotografia exterior das docas de carga traseira do "laboratório de macacos" ocorreu na fábrica Life Savers, agora fechada, localizada na 100 Cumberland Ave, Hamilton, Ontário. As docas de carregamento podem ser vistas da Burris Street, bem como as casas em planos reversos. As cenas externas e internas da "Estação Commuter" ocorreram na histórica Estação Ferroviária Nacional Canadense de Hamilton, localizada na 360 James St N, em Hamilton, Ontário.

## Lançamento
Em 20 de dezembro de 2018, uma imagem estática de "primeira olhada" da série foi lançada com Julianna Margulies no personagem como Dra. Nancy Jaax. Em 8 de fevereiro de 2019, um trailer da série foi lançado.
A série está disponível para transmissão internacional no Disney+ por meio de seu hub Star, com a segunda temporada programada para ser lançada em territórios selecionados. Na América Latina, The Hot Zone foi lançada exclusivamente através do Star+, com as duas temporadas já disponíveis.

## Going Viral
Going Viral é um documentário de uma hora de 2019 que acompanha a minissérie.
Em 8 de fevereiro de 2019, foi anunciado que a National Geographic havia aprovado um documentário complementar para estrear junto com a série em maio de 2019. O filme foi programado para ser produzido por Betsy Forhan e apresentar entrevistas com assuntos como Richard Preston, Dr. Nahid Bhadelia, Dr. Anthony S. Fauci, Dr. Pardis Sabeti e Dr. Ian Crozier. A produtora envolvida com o filme estava programada para ser a National Geographic Studios.

## Recepção
O Rotten Tomatoes deu uma taxa de aprovação de 85%, com base em 20 avaliações. Seu consenso crítico diz: "Uma dramatização de eventos do mundo real que produz ansiedade, The Hot Zone atua como um lembrete sóbrio de exatamente como uma doença pode ser mortal." No Metacritic, a temporada teve uma pontuação de 69 de 100, com base em 12 críticas, indicando "críticas geralmente favoráveis".